# Nuevo Coyolar
Nuevo Coyolar är en ort i Mexiko.   Den ligger i kommunen Xochiatipan och delstaten Hidalgo, i den sydöstra delen av landet, 180 km nordost om huvudstaden Mexico City. Nuevo Coyolar ligger 231 meter över havet och antalet invånare är 259.
Terrängen runt Nuevo Coyolar är huvudsakligen kuperad. Nuevo Coyolar ligger nere i en dal. Runt Nuevo Coyolar är det ganska tätbefolkat, med 116 invånare per kvadratkilometer. Närmaste större samhälle är Xochiatipan de Castillo, 7,6 km söder om Nuevo Coyolar. I omgivningarna runt Nuevo Coyolar växer huvudsakligen savannskog.